# Gedinne
Gedinne (wa. Djedene) – miejscowość i gmina w południowo-wschodniej Belgii, w Regionie Walońskim, w prowincji Namur, w okręgu Dinant. 1 stycznia 2024 roku liczyła 4681 mieszkańców.  

## Podział administracyjny
W skład gminy wchodzi jedenaście dzielnic (section):
- Bourseigne-Neuve
- Bourseigne-Vieille
- Houdremont
- Louette-Saint-Denis
- Louette-Saint-Pierre
- Malvoisin
- Patignies
- Rienne
- Sart-Custinne
- Vencimont
- Willerzie